# Skilltree Studios
Skilltree Studios is een Duits computerspelontwikkelaar gevestigd in Berlijn. Het bedrijf werd in 2010 opgericht als Noumena Studios en in mei 2014 hernoemd. Het bedrijf is sinds de oprichting een dochteronderneming van Kalypso Media. 

## Ontwikkelde spellen
| Release | Titel                   | Platform                         |
| ------- | ----------------------- | -------------------------------- |
| 2013    | The Dark Eye: Demonicon | PlayStation 3, Windows, Xbox 360 |
| 2015    | Crookz                  | Linux, OS X, Windows             |